# Ludolinguistica
Con il termine di ludolinguistica s'intende quella branca della linguistica che si occupa di giochi di parole. A differenza dell'enigmistica, che propone componimenti che celano una soluzione, come indovinelli, crittografie e rebus, la ludolinguistica s'interessa di giochi linguistici in chiaro, con finalità ludiche ed estetiche, e dello studio delle peculiarità formali di una lingua. Tra i meccanismi più comuni oggetto di studio della ludolinguistica vi sono l'acrostico, l'anagramma, l'eteroletteralità, il lipogramma, il metanagramma, il monovocalismo, il palindromo, il pangramma, il panvocalismo, il tautogramma, la kangaroo word. Spesso i componimenti di autori appartenenti ad associazioni letterarie come l'OuLiPo e l'OpLePo fanno largo utilizzo di tecniche ludolinguistiche.
Un esempio celebre è quello di Georges Perec, autore francese tra le cui opere figura 9691, un racconto palindromico, e La scomparsa, un romanzo a cui manca integralmente la lettera e.